# لاوو
لاوو (Lavaux, تلفظ فرانسوی: [lavo]) یک منطقه مسکونی در کانتون وو در سوئیس است. لاوو شامل ۸۳۰ هکتار تاکستان پلکانی است که حدود ۳۰ کیلومتر وسعت دارد. این تاکستان در امتداد سواحل شمالی دریاچه ژنو رو به جنوب امتداد دارد.
اگرچه شواهدی وجود دارد که نشان می‌دهد انگور در این منطقه در زمان رومیان رشد می‌کرده‌است، تراس‌های انگور واقعی را می‌توان به قرن یازدهم، زمانی که صومعه‌های نظام سنت بندیکت و سیسترسی‌ها کنترل این منطقه را در دست داشتند، ردیابی کرد. لاوو از آب و هوای معتدلی بهره می‌برد، اما رویه جنوبی پلکان‌ها با انعکاس خورشید در دریاچه و دیوارهای سنگی، شخصیت مدیترانه‌ای به منطقه می‌بخشد. نوع اصلی انگور که در اینجا رشد می‌کند Chasselas نام دارد.

## سایت میراث جهانی
طبق قوانین کانتونی، تاکستان‌های لاوو از توسعه محافظت می‌شوند. از ژوئیه ۲۰۰۷، لاوو در فهرست میراث جهانی یونسکو قرار دارد.
از سال ۲۰۱۶، تاکستان‌های لاوو دیگر با آفت‌کش‌های مصنوعی درمان نمی‌شوند.

## نگارخانه

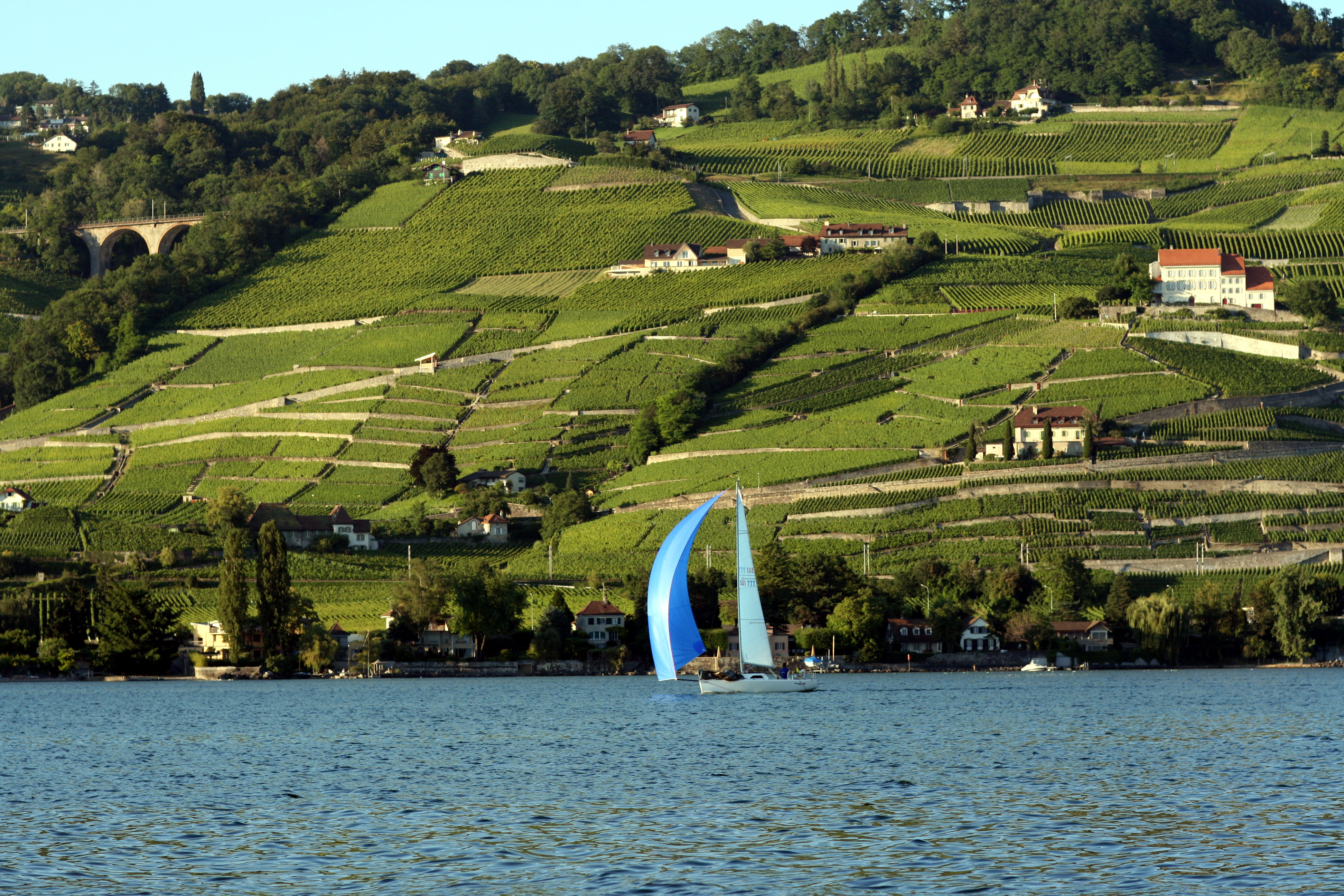
تاکستان‌های نزدیک لوزان
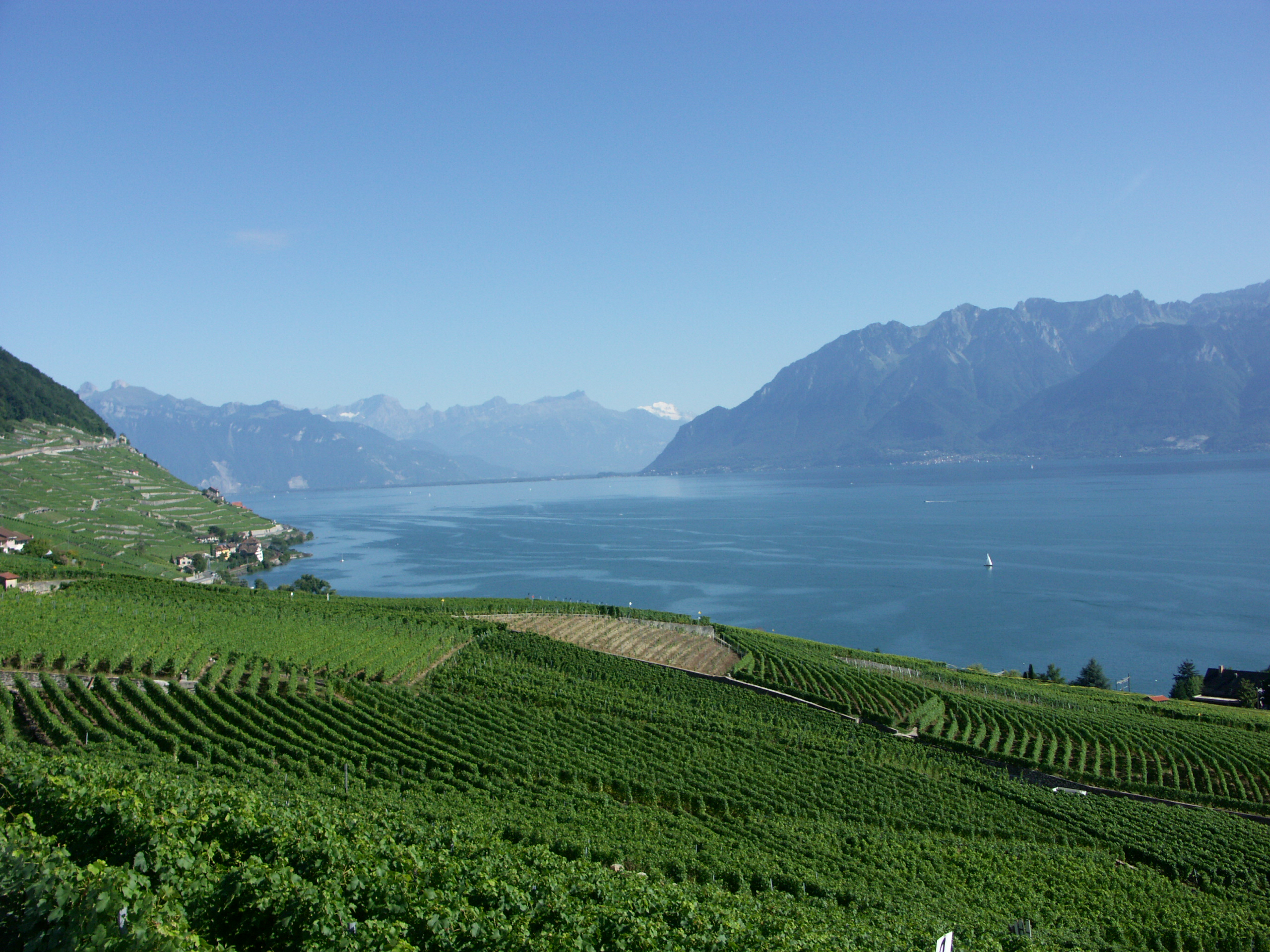
دریاچه ژنو و آلپ سوئیس از Lavaux.
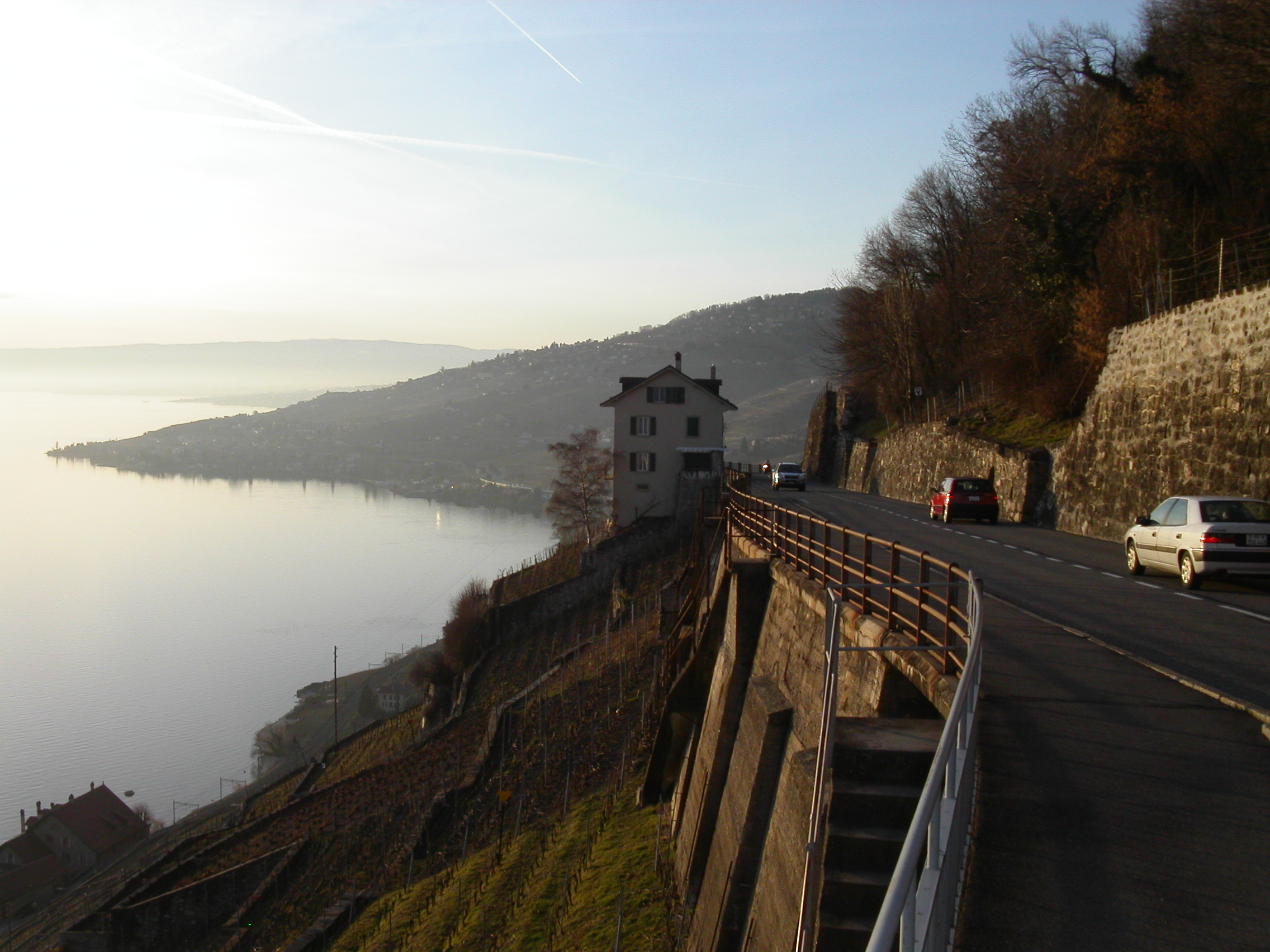
دریاچه ژنو از Lavaux، به سمت لوزان .
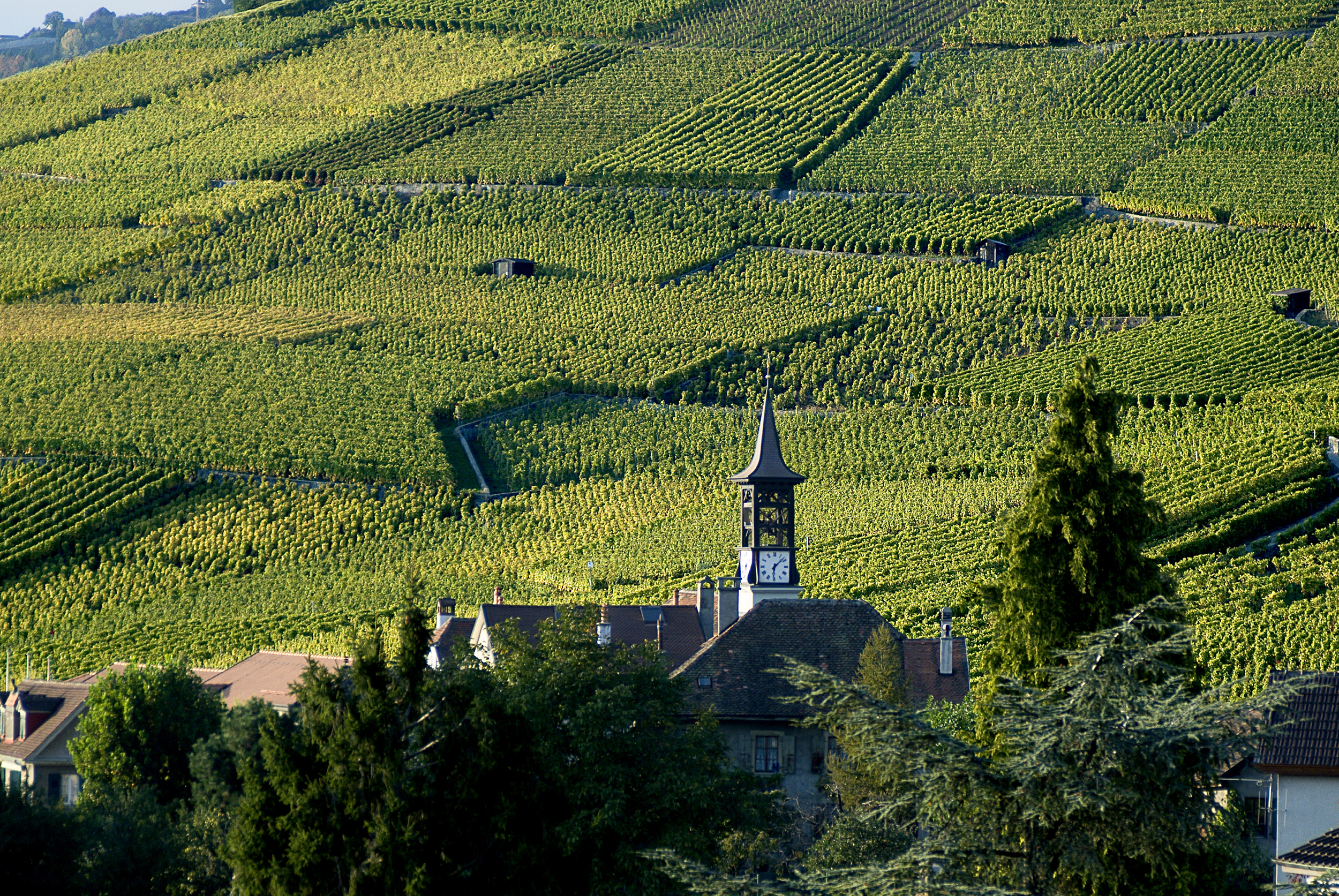
تراس‌های تاکستان لاواکس.
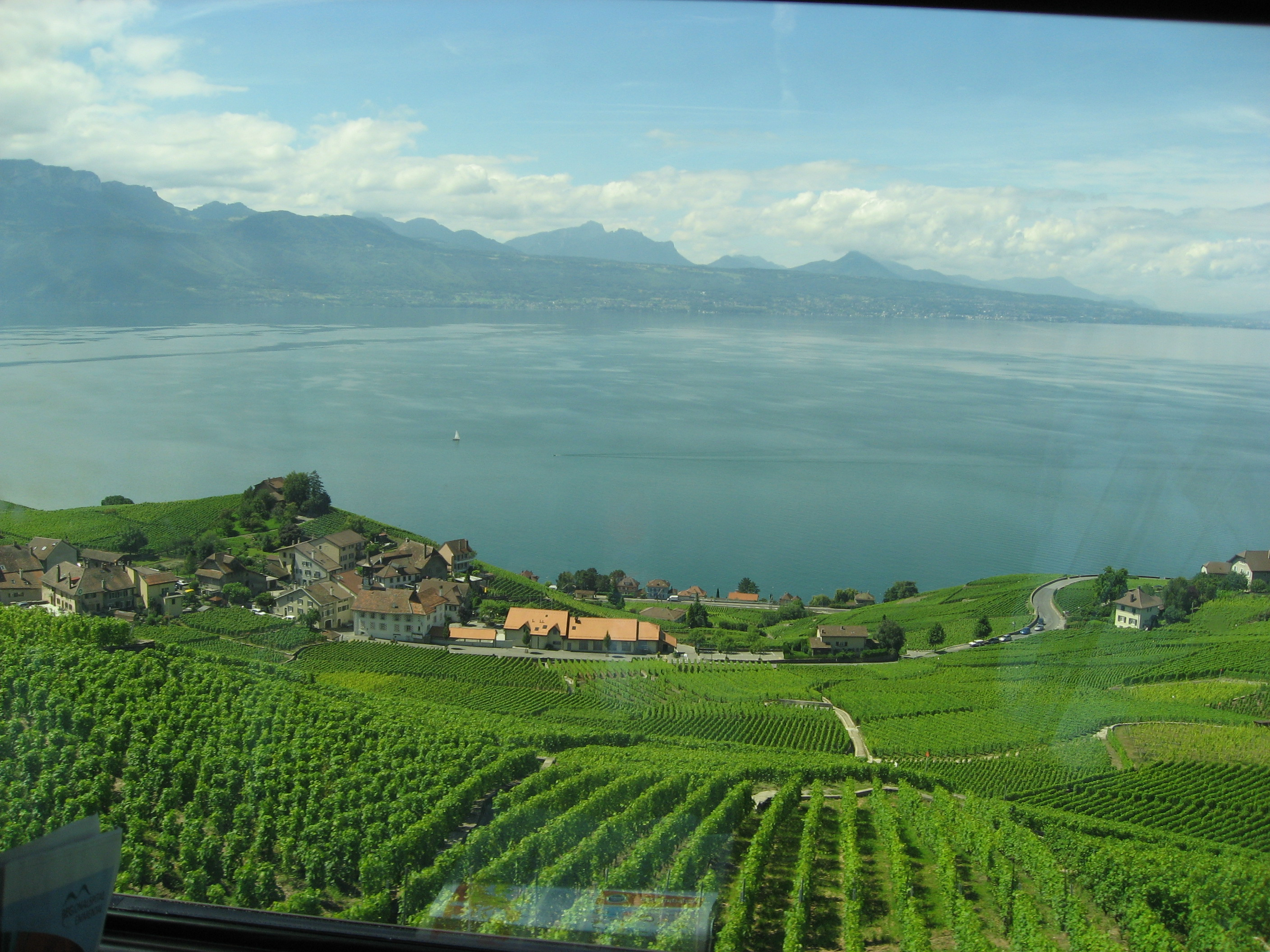
Lavaux از خط راه آهن از لوزان به Palézieux و برن.
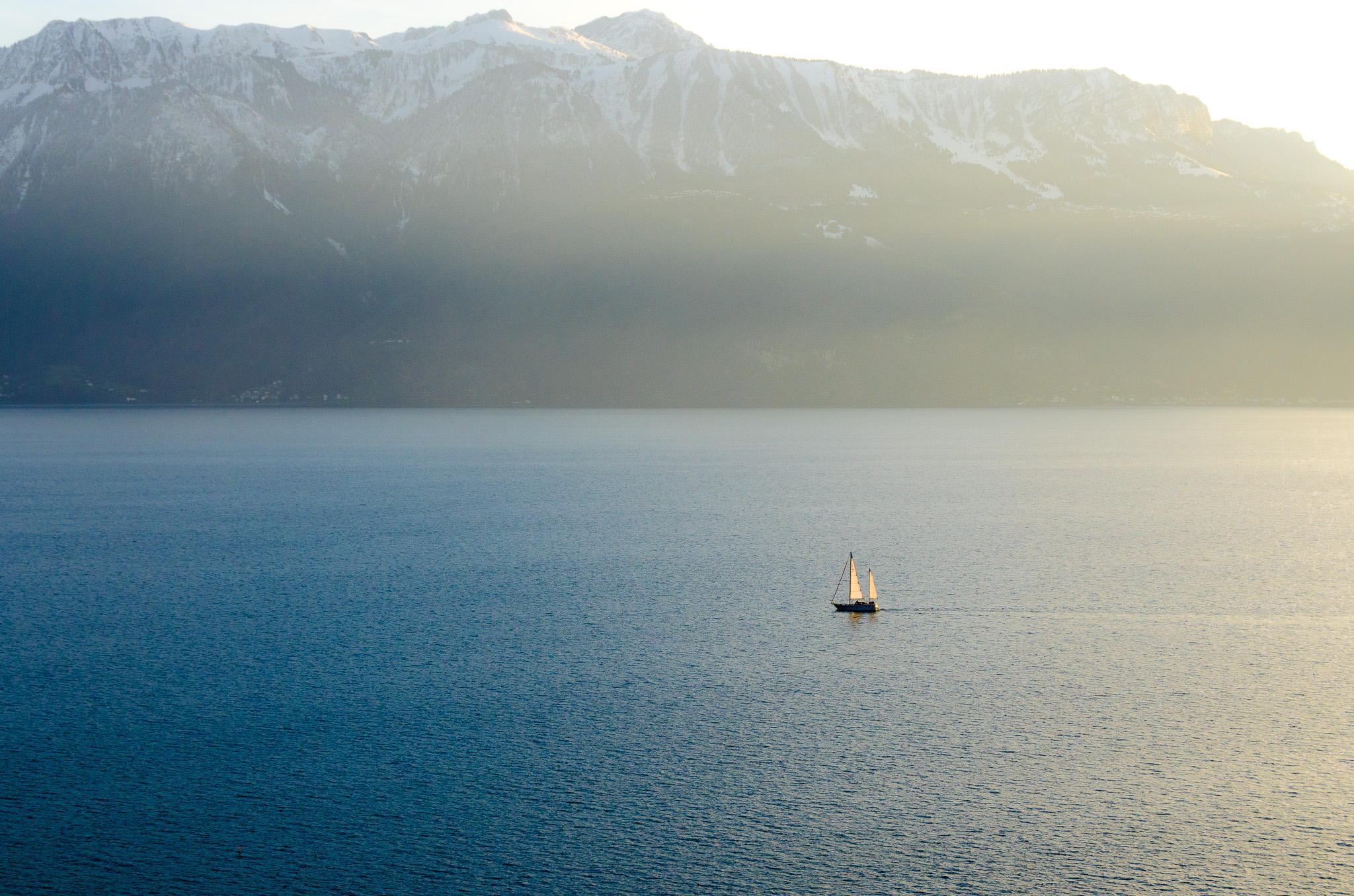
دریاچه ژنو از باغ‌های انگور دیده می‌شود.